# 大克头河
大克头河，位于中华人民共和国内蒙古自治区赤峰市克什克腾旗的一条河流，是西拉木伦河右岸支流，发源于红山子乡以东乌苏图杜尔宾山北麓板长沟，蜿蜒向北流经红山子乡驻地大浩来图村、福盛号村等地，于经棚镇联丰村胡芦头村小组对岸汇入西拉木伦河。河流全长41.5千米，流域面积219.1平方千米，河道平均比降13.3‰，年均径流量0.186亿立方米。